# Farsaliótis Potamós
Farsaliótis Potamós är ett vattendrag i Grekland. Det ligger i den centrala delen av landet, 210 km nordväst om huvudstaden Aten.